# Israel Taub
Israel Meir Taub (jid. ישׂראל מאַיר טאַוב; ur. 1849 w Raciążu, zm. 24 listopada 1920 w Warszawie) – rabin, pierwszy cadyk chasydzkiej dynastii Modrzyc. Syn cadyka Szmula Eliasza ze Zwolenia i wnuk Jechezkela Tauba z Kazimierza Dolnego.
W 1888 objął sukcesję po swoim ojcu zostając cadykiem w Zwoleniu. W 1891 przeniósł swój dwór do Modrzyc, wioski leżącej pod Dęblinem (obecnie dzielnicy tego miasta) i dał początek nowej chasydzkiej dynastii Modrzyc. Podczas I wojny światowej, w 1914 przeniósł się do Warszawy, gdzie mieszkał aż do śmierci. Niektóre źródła wspominają, iż przez pewien czas podczas I wojny światowej przebywał w Radomiu, gdzie mieszkał przy ulicy Lubelskiej. Był twórcą wielu słynnych nigunów chasydzkich, takich jak Ezkera Hagadol. Jego komentarze z księgi Rodzaju, Wyjścia oraz Kapłańskiej zostały zebrane w jedną prace, którą nazwano Diwrei Israel (1901–1904). Jego prace z zakresu Księgi Liczb Bamidbar i Powtórzonego Prawa Dewarim zaginęły.
Israel Taub jest pochowany w ohelu na cmentarzu żydowskim przy ulicy Okopowej w Warszawie (kwatera 47, rząd 14).